# لیگ دسته اول فوتبال ارمنستان ۱۷-۲۰۱۶
فصل ۱۷-۲۰۱۶ لیگ دسته اول فوتبال ارمنستان بیست و پنجمین فصل از زمان تأسیس آن و رقابت‌های فوتبال دسته دوم ارمنستان بود. در ۸ اوت ۲۰۱۶ آغاز شد و در ۳۰ مه ۲۰۱۷ به پایان رسید. آلاشکرت مدافع عنوان قهرمانی است.

## تیم‌ها
در مجموع ۸ تیم در این دوره از لیگ دسته اول ارمنستان شرکت کردند.

## جدول لیگ
| رتبه | تیم                  | بازی | برد | مساوی | باخت | گل زده | گل خورده | گل تفاضل | امتیاز | صعود، صلاحیت یا سقوط                                            |
| ---- | -------------------- | ---- | --- | ----- | ---- | ------ | -------- | -------- | ------ | --------------------------------------------------------------- |
| ۱    | اورارتو (C)          | ۲۴   | ۱۷  | ۴     | ۳    | ۶۳     | ۲۳       | ۴۰+      | ۵۵     | فاقد شرایط لازم برای ارتقاء به لیگ برتر فوتبال ارمنستان ۱۸–۲۰۱۷ |
| ۲    | پیونیک               | ۲۴   | ۱۴  | ۵     | ۵    | ۶۵     | ۲۸       | ۳۷+      | ۴۷     |                                                                 |
| ۳    | آرارات ایروان        | ۲۴   | ۱۱  | ۹     | ۴    | ۳۶     | ۲۰       | ۱۶+      | ۴۲     |                                                                 |
| ۴    | گاندزاسار کاپان      | ۲۴   | ۱۱  | ۵     | ۸    | ۳۳     | ۳۷       | ۴−       | ۳۸     |                                                                 |
| ۵    | آلاشکرت              | ۲۴   | ۵   | ۷     | ۱۲   | ۲۵     | ۴۰       | ۱۵−      | ۲۲     |                                                                 |
| ۶    | شیراک                | ۲۴   | ۶   | ۳     | ۱۵   | ۲۳     | ۴۶       | ۲۳−      | ۲۱     |                                                                 |
| ۷    | باشگاه ورزشی اربونی  | ۲۴   | ۲   | ۳     | ۱۹   | ۲۰     | ۷۱       | ۵۱−      | ۹      | باشگاه از صعود به لیگ قهرمانان خودداری کرد                      |
| ۸    | باشگاه فوتبال کوتایک | ۰    | ۰   | ۰     | ۰    | ۰      | ۰        | ۰        | ۰      | باشگاه پس از دور هفتم انصراف داد و نتایج حذف شد                 |